# Lefana
Lefana (pełna nazwa: Fabryka Nakryć Stołowych LEFANA Sp. z o.o.) – fabryka nakryć stołowych z siedzibą w Legnicy przy ulicy Żeglarskiej 8, działająca od 1945 roku. W 2001 roku przejęta przez warszawską wytwórnię sztućców Hefra. Najbardziej znana za sprawą produkcji niezbędników wojskowych oraz galanterii stołowej. Jedno z najstarszych nadal istniejących przedsiębiorstw w Legnicy.

## Historia
Historia zakładu rozpoczyna się 19 maja 1869, kiedy wrocławski mistrz złotniczy Hugo Sandig rozpoczął w Legnicy produkcję galanterii srebrnej, 3 lipca 1894 do biznesu dołączył Paul Sandig, syn założyciela, a następnie 1 lutego 1904 szwagier Paula Sandiga – Richard O’Brien (mąż Klary Sandig, siostry Paula Sandiga). Na tym etapie firma nosiła już nazwę „Liegnitzer Silberwarenfabrik Paul Sandig & Co.” (Legnicka fabryka wyrobów srebrnych Paul Sandig i spółka). W kolejnych latach przybywało wspólników: kupiec Max Conrad i Margarete Conrad (z domu Arndt). Po śmierci Maxa Conrada i Richarda O’Briena w 1922 nowym wspólnikiem Sandiga został Carl Beyer z Raciborza. W 1934 firmę przekształcono w spółkę komandytową, a sam Paul Sandig wycofał się ze spółki. Carl Beyer prowadził zakład do śmierci 15 lutego 1937, następnie majątek wraz z firmą przeszedł w ręce Margarete Beyer (inna pisownia nazwiska: Beier) z domu Arndt.
W zakładzie przy Katzbachstraße 8-10 (obecnie ul. Żeglarska 8) początkowo produkowano ozdobne gwoździe do sztandarów oraz sztućce wykonywane ręcznie. W 1910 zatrudniał 30 osób, w 1911 rozbudowano zakład oraz zainwestowano w maszyny i urządzenia, dzięki czemu w roku 1913 zatrudnienie znajdowało tutaj od 60 do 70 osób. Podczas I wojny światowej zakład produkował sztućce wykonane z grubo srebrzonej alpaki pod marką „COSA”. W 1932 produkowano 55 wzorów sztućców, 6 wzorów łyżeczek do kawy oraz m.in. odznaczenia na zlecenie Reichszeugmeisterei (urząd Rzeszy ds. umundurowania). Firma działała nieprzerwanie do 1945 roku.
Po II wojnie światowej mienie firmy zostało przejęte przez Komitet Ekonomiczny Rady Ministrów. Na mocy decyzji rządu polskiego produkcję wznowiono 7 maja 1945, pierwszym powojennym dyrektorem zakładu był Wacław Jasiński, złotnik z Poznania, nominowany na stanowisko tymczasowego kierownika zakładu 8 czerwca 1945. 19 lutego zakład kontynuował produkcję jako Wytwórnia Wyrobów Srebrnych, po nacjonalizacji w 1947 zakład nosił nazwę Państwowa Fabryka Wyrobów Srebrnych, w późniejszym czasie Lefana. Władze polskie przejęły zakład z niekompletnymi maszynami i urządzeniami, mimo wszystko produkowano wyłącznie galanterię srebrną w 12-osobowych kompletach, przetwarzając skupowany złom. W 1953 z powodu problemów z pozyskaniem srebra, a w późniejszym czasie alpaki i składników jej stopu, zdecydowano się na utworzenie galwanizerni, gdzie chromowano i niklowano stal, następnie w 1954 zaczęto wykorzystywać aluminium oraz stal szlachetną. Po modernizacji w latach 50. fabryka zatrudniała około 150 osób, wytwarzając głównie produkty przeznaczone na eksport.
Lefana została połączona w 2001 roku przez swego właściciela, KGHM, z inna spółką KGHM, mianowicie z warszawską Hefrą, odtąd największym wytwórcą w branży. Teraz działa jako jeden z oddziałów Hefry. Przejęcie zapoczątkowało 26 stycznia 2001 roku wykupienie przez KGHM wszystkich 40 006 udziałów od spółki Universal po 50 złotych, czyli za łączną sumę 280,2 tys. złotych. W ten sposób KGHM nabyła 100% kapitału zakładowego Lefany i, odpowiednio, 100% głosów na zgromadzeniu wspólników.
Tak oto przedstawia Hefra w swoim biuletynie informacyjnym zasadność przejęcia: „W Legnicy istniała Fabryka Nakryć Stołowych Lefana. Nie dorównywała ani jakością ani znajomością marki czy tradycji, wyrobom Hefry. Jedynym produktem, którym mogła się poszczycić, były sztućce z porcelanowymi trzonkami. Były ładne, tanie, ale bardzo niepraktyczne, bo łatwo się tłukły. Zapadła więc strategiczna decyzja, aby produkcje wyrobów Hefra i sztućców przenieść z Warszawy do Legnicy do budynków Lefany. Przez to skróciła się droga surowca w postaci srebra z huty w Głogowie do ostatecznego odbiorcy Hefry SA, który przetwarza je w wyrób detaliczny. Gdyby KGHM nie kupił warszawskiej Hefry, ten historyczny zakład w nowych czasach musiałby ogłosić bankructwo”.